# Sinikka Langeland

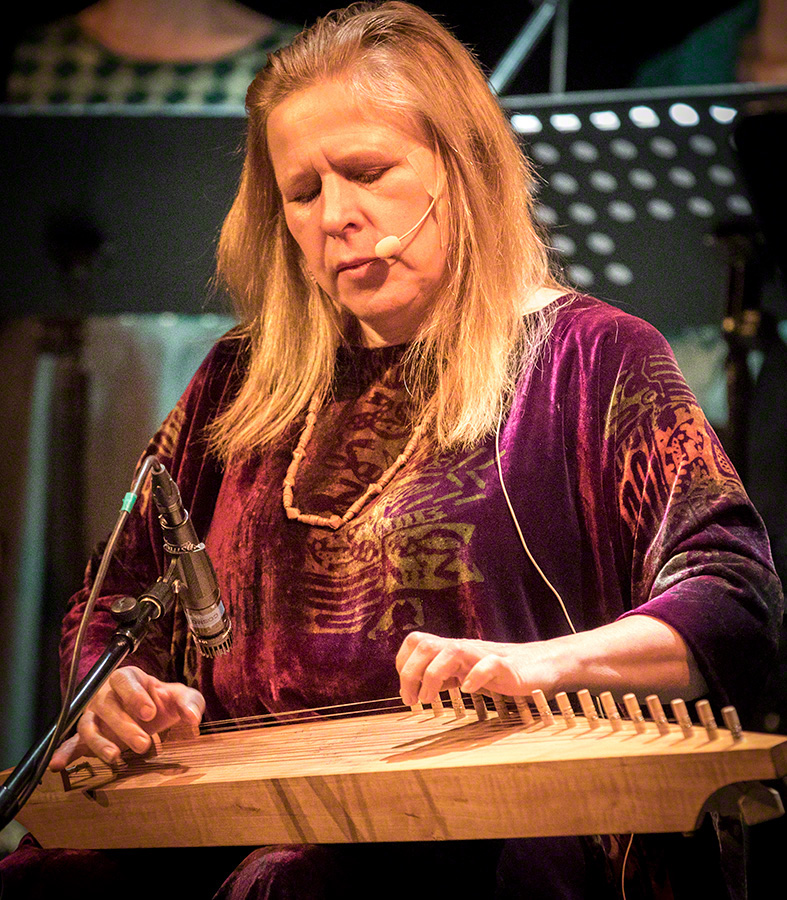
Sinikka Langeland (2016)

Anna Sinikka Langeland (* 13. Januar 1961 in Kirkenær) ist eine norwegische Folksängerin und Kantelespielerin, die für ihre Arrangements bekannt ist, welche traditionelle Musik mit Elementen des Jazz verbinden.

## Leben und Wirken
Langeland erlernte während ihrer Kindheit und Jugend Klavier, Gitarre und zeitgenössischen Volksgesang. 1981 entdeckte sie das finnische Nationalinstrument Kantele, das ihr Hauptinstrument wurde. Nachdem sie Mitte der 1980er Jahre in Paris an der École Jacques Lecoq studiert hatte, kehrte sie nach Norwegen zurück und erwarb 1992 einen Abschluss in Musikwissenschaft an der Universität Oslo. 
Nach ihrem Abschluss begann Langeland ein umfangreiches Forschungsprojekt über finnische Lieder und Musik, an dem auch andere Musiker wie Ove Berg beteiligt waren. Mit ihren Solo- und Gemeinschaftsaufnahmen hat sie insbesondere die Wurzeln der Runenlieder des Finnskogen erforscht, einer Region Norwegens, in die im 17. Jahrhundert die agrarisch geprägten Waldfinnen eingewandert sind. Daneben interpretierte sie auch mittelalterliche Lieder. 2001 veröffentlichte sie auch ein Buch über die Runenlieder mit dem Titel Karhun emuu. Außerdem untersuchte sie Volksversionen von Kyries sowie mehrere alte Variationen von Hymnen im Vergleich mit Johann Sebastian Bachs Orgelchoralbearbeitungen.
1996 interpretierte Langelund auf dem Album Strengen var af røde guld Balladen und andere Lieder, die Ludvig Mathias Lindeman 1864 gesammelt hatte. Mit Anders Jormin, Morten Halle, Peter Finger und Anders Engen legte sie mehrere Alben vor, zunächst Har Du Lyttet Til Elvene Om Natta, bei dem Gedichte von Hans Børli (1918–1989) die Grundlage bildeten. Auf dem Festival Dølajazz 2006 trat sie mit weiteren Liedern nach Børli, die von ihrer ECM-Produktion Starflowers stammten, gemeinsam mit den Jazzmusikern Arve Henriksen und Trygve Seim sowie dem finnischen Perkussionisten Markku Ounaskari auf. Auf ihrem Album The Land That Is Not beschäftigte sie sich mit der Poesie von Edith Södergran und Olav Håkonson Hauge, wichtigen Dichtern der skandinavischen Moderne. Anders als auf ihren übrigen Alben verlagerte sie für das Album The Half-Finished Heaven einmalig ihr Schaffen; auf Anregung des Produzenten Manfred Eicher hat sie dort außer drei Titeln nur Instrumentalstücke aufgenommen, bei denen die Kantele im Vordergrund steht, unterstützt von Tenorsaxophon, Bratsche und Schlagzeug. Das Folgealbum The Magical Forest, bei dem neben ihrem Jazzquintett auch das Vokalensemble Trio Mediæval Runenlieder interpretierten, wurde im 4. Quartal 2016 auf der Bestenliste beim Preis der deutschen Schallplattenkritik ausgezeichnet: „Aus der Symbiose der beiden Ensembles erwächst eine Musik, die betört und verzaubert, angefüllt mit magischer Kraft, himmlischer Zartheit und rauher Schönheit.“ 2019 führte sie beim Jazzfest Berlin mit Eivind Lønning, Maja Ratkje, Trygve Seim, Mats Eilertsen und Markku Ounaskari ihr Werk Sauna Cathedral auf.

## Preise und Auszeichnungen
1996 wurde Langeland mit dem Finnskogprisen ausgezeichnet. 1997 wurde sie für den Spellemannprisen in der Rubrik Traditionelle Volksmusik für ihr Album Strengen var af røde guld nominiert, 2000 für das Album Lille Rosa für den Spellemannprisen in der Rubrik Traditionelle Volksmusik/Traditionelle Tanzmusik. Für ihre Veröffentlichung Runoja erhielt sie 2003 den prestigeträchtigen Edvardpris in der Rubrik Musik im Grenzland. Zusammen mit Ove Berg wurde sie 2004 mit dem Preis des Norwegisch-Finnischen Kulturfonds ausgezeichnet. 2010 war sie Preisträgerin des Gammleng-Preis in der Klasse Traditionelle Volksmusik. Im Jahr 2012 erhielt sie den Sibeliusprisen.

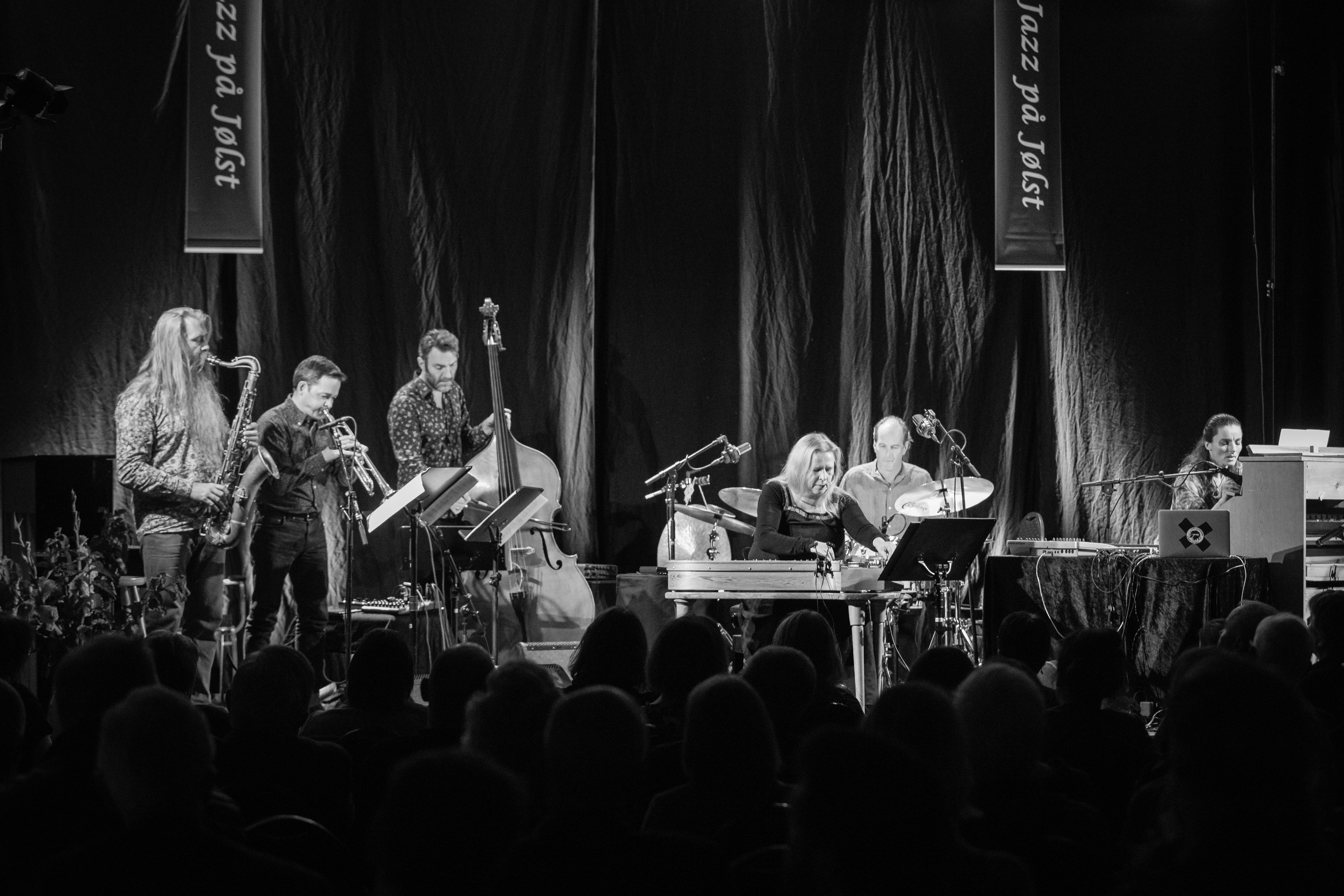
Sinikka Langeland und Ensemble (2019)

## Diskographische Hinweise
- Langt innpå skoga (Grappa Music, 1994)
- Har du lyttet til elvene om natta? (Grappa Music, 1995)
- Strengen var af røde guld (Grappa Music, 1997)
- Runoja (Heilo, 2002, mit Arve Henriksen, Bjørn Kjellemyr, Pål Thowsen)
- Sinikka Langeland, Kåre Nordstoga: Kyriekoral (Norwegian Folk Hymns and Bach Chorales) (Nordic Sound 2005)
- Starflowers (ECM Records, 2007, mit Arve Henriksen, Trygve Seim, Anders Jormin, Markku Ounaskari)
- The Land That Is Not (ECM Records 2011)[7][4]
- The Half-Finished Heaven (ECM Records 2015, mit Trygve Seim, Lars Anders Tomter, Markku Ounaskari)
- The Magical Forest (ECM Records 2016, mit Arve Henriksen, Trygve Seim, Anders Jormin, Markku Ounaskari, Trio Mediæval: Anna Maria Friman, Berit Opheim; Linn Andrea Fuglseth)[8]
- Wolf Rune (ECM Records, 2021)[9]
- Wind And Sun (ECM Records, 2023, mit Mathias Eick, Trygve Seim, Mats Eilertsen, Thomas Strønen)